# 데니즈 고프
데니즈 고프(Denise Gough, 1980년 2월 28일 ~ )는 아일랜드의 배우이다.

## 출연 작품

### 영화
- 로빈 후드 (2010)
- 지미스 홀 (2014)
- 콜레트 (2018)
- 왕이 될 아이 (2019)

### 드라마
- 안도르 시즌 2 (2025) - 데드라 미로 역